# Cerro Castillo (Viña del Mar)
Pour les articles homonymes, voir Cerro Castillo.

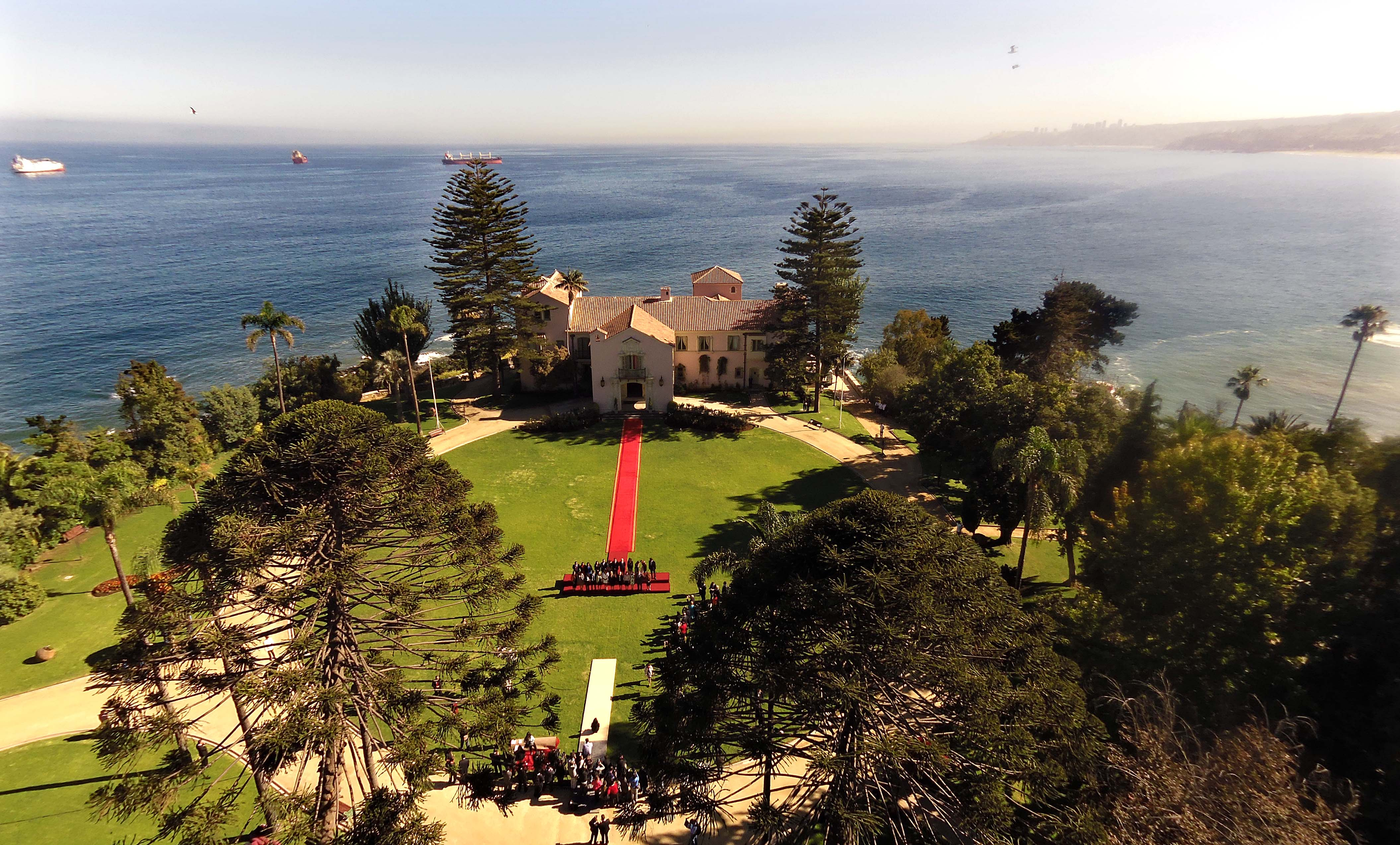
Vue du palais présidentiel de Cerro Castillo.

Le cerro Castillo est une colline située sur le côté sud de l'embouchure de l'estuaire de la Marga Marga, dans la ville de Viña del Mar, région de Valparaíso, au Chili, qui abrite un quartier résidentiel du même nom. Son nom provient de la construction du fort ou château Callao, qui constituait l'extrémité nord des bastions défensifs côtiers de Valparaíso après le bombardement de 1866.

## Histoire
À l'époque coloniale, cstillo faisait partie de la colonie connue alors sous le nom de « Première sœur » (Primera Hermana), qui était reliée à Agua Santa et faisait partie des sept collines qui caractérisaient la géographie de Viña del Mar, reliées par la chaîne de collines qui sépare Viña del Mar de Valparaíso. Cependant, en 1854, une grande entaille a été faite pour permettre le passage de la ligne de chemin de fer Valparaíso-Santiago à côté de la colline du Castillo, ce qui l'a définitivement séparée des collines du quartier du Recreo.
Ses premiers habitants sont arrivés en 1883 sur le versant ouest de la colline, après la construction de logements pour les ouvriers de l'entreprise Lever, Murphy and Co. installée dans la Caleta Abarca voisine. Vers 1900, il prend un caractère plus résidentiel avec l'apparition des premiers hôtels particuliers et maisons, et en 1930, le palais présidentiel de cerro Castillo est inauguré sur le site de l'ancien fort du Callao. En 1962, dans le cadre du plan d'embellissement de la ville à l'occasion de la désignation de Viña del Mar comme l'un des sites de la Coupe du monde de football de cette année-là, l'horloge fleurie a été acquise.